# Franciszek Nikodem Kossakowski
Franciszek Nikodem Kossakowski herbu Ślepowron (zm. w 1611 roku) – cześnik łomżyński w latach 1598–1605, starosta łomżyski, starosta ostrowski w 1600 roku, starosta kupiski.
Uczestnik wojny lat 1578-1581, oraz wojny ze Szwedami w Inflantach. W czasie bitwy pod Kircholmem dowodził lewym skrzydłem i poważnie przysłużył się do zwycięstwa.
Poseł na sejm 1611 roku z ziemi łomżyńskiej. Pochowany w Łomży w kościele farnym, w grobowcu z wapienia bolechowickiego, ozdobionym leżącą postacią rycerza w zbroi.